# Pauline Westerman
Pauline Catherine Westerman (Schiedam, 1957) is een Nederlands hoogleraar rechtsfilosofie.

## Loopbaan
Westerman studeerde na haar middelbare school (gymnasium α) wijsbegeerte aan de Rijksuniversiteit Groningen. In 1997 promoveerde ze op The Disintegration of Natural Law Theory aan dezelfde universiteit. In 1992 kreeg ze een aanstelling als universitair docent Rechtsfilosofie aan de RUG en in 2001 als hoogleraar.

## Onderzoek
Aanvankelijk richtte het onderzoek van Westerman zich vooral op ideeëngeschiedenis betreffende het recht. Later kreeg ze meer belangstelling voor de aard van het recht zelf, als formeel, procedureel en publiekelijk geëxpliciteerd systeem. Vervolgens bestudeerde ze vormen van alternatieve regulering zoals  kaderrichtlijnen en zorgplichtbepalingen en de daarmee gepaard gaande vormen van handhaving en sanctionering. Daarmee kwam ze ook op het terrein van  de discussie over de methodologie van de rechtswetenschap. Naar haar idee vindt relativering van het belang van regels en procedures een pendant in de relativering van de methoden van de rechtswetenschap.

## Onderwijs
Westerman geeft vooral onderwijs op het gebied van rechtsfilosofie en normering.

## Overig
Westerman is of was naast haar onderzoek en onderwijs onder meer bestuurslid van de Vereniging voor de Wijsbegeerte van het Recht, lid van het Executive Committee van de International Association for Philosophy of Law and Social Philosophy (IVR), programma-manager Academie voor Wetgeving, redacteur van Rechtsgeleerd Magazijn Themis en van Legisprudence (nu genaamd: Theory and Practice of Legislation), directeur Graduate School Rechtenfaculteit RUG en lid van de KNAW.

## Publicaties
Westerman publiceerde ruim  100 artikelen of boeken op de kerngebieden van haar onderzoek: 'alternatieve vormen van wetgeving en regulering', 'methodologie van de rechtswetenschap', 'het belang van procedures' en 'ideeëngeschiedenis'. Daarnaast publiceerde ze ook enige werken over rechtsfilosofie die aan haar onderwijs zijn gerelateerd.